# Cima di Vezzana
Die Cima di Vezzana (auch Cima della Vezzana oder kurz Vezzana) ist mit 3192 m s.l.m. die höchste Erhebung der Pala in den italienischen Dolomiten.

## Lage und Umgebung
Der Berg erhebt sich in der nördlichen Palagruppe östlich über dem Rollepass (1980 m). Sie bildet die Grenze zwischen den Provinzen Trentino im Westen und Belluno im Osten. Durch den Passo Travignolo (2925 m) wird die Vezzana im Südwesten vom Cimon della Pala (3184 m) getrennt. Nachbargipfel im Süden ist Il Nuvovo (3075 m). Im Norden trennt der Passo di Val Strut (2870 m) die Vezzana von der Cima dei Bureloni (3130 m). Während die Ostflanke des Berges von Schutthalden geprägt ist, fällt die Vezzana nach Westen hin mit steilen Felswänden ab. Unterhalb der Westwände liegt mit dem Ghiacciaio del Travignolo noch ein kleiner Gletscher. Vom nordöstlich der Vezzana im Val Strut gelegenen Ghiacciaio di Val Strut sind hingegen nur kleine Firnfelder erhalten.

## Stützpunkte und Wege
Die wichtigsten Ausgangspunkte für eine Besteigung der Vezzana sind der Rollepass und San Martino di Castrozza im Westen der Palagruppe. Im Nordosten ist der Berg von der Ortschaft Gares aus zugänglich. Als bewirtschaftete Stützpunkte stehen im Nordwesten die Baita Segantini (2170 m) und im Süden das Rifugio Rosetta (2581 m, Seilbahn von San Martino). Darüber hinaus liegen zwei Biwakschachteln im Bereich des Berges, das Bivacco Fiamme Gialle (3005 m) am Cimon della Pala und das Bivacco Giorgio Brunner (2667 m) im Val Strut.
Im Gegensatz zu vielen anderen Gipfeln der Palagruppe gilt die Vezzana wegen ihres brüchigen Gesteins nicht als bedeutender Kletterberg, sondern ist hauptsächlich über ihre zwei Normalwege bekannt. Einer dieser Anstiege führt als markierter Steig im Schwierigkeitsgrad I (UIAA) vom Passo Travignolo zum Gipfel. Der einfachste Zustieg zum Pass führt vom Rifugio Rosetta  durch das Val dei Cantoni, er kann aber auch  über den Klettersteig Bolver-Lugli (Schwierigkeit C–D) oder von Norden über den Travignologletscher erreicht werden. Der zweite Gipfelanstieg führt von Osten durch das Val Strut auf die Vezzana, wobei Kletterstellen im Schwierigkeitsgrad I und der kurze Klettersteig Gabitta D'Ignoti zu überwinden sind. Als Ausgangspunkte für diesen Weg sind das Rifugio Rosetta oder Gares geeignet.
Im Winter kann die Vezzana auch als Skitour bestiegen werden. Mögliche Skianstiege führen über den Travignoligletscher, durch das Valle dei cantoni oder auch durch das Val Strut.
Als die Cima di Vezzana zum ersten Mal bestiegen wurde, galt noch der Cimon della Pala als höchster Gipfel der Pala. So wussten die Erstbesteiger Douglas W. Freshfield und Charles C. Tucker am 23. Juni 1878 noch nicht, dass sie auf dem höchsten Pala-Gipfel standen. Sie erreichten die Vezzana vom Rollepass aus über den Travignologletscher.

## Karten
- Kompass Wander- und Skitourenkarte: Blatt 76 Pale di San Martino (1:50.000). ISBN 978-3-85491-086-2
- Tabacco-Wanderkarte: Blatt 022 Pale di San Martino (1:25.000). ISBN 978-88-8315-022-7